# La Bestia (tren)

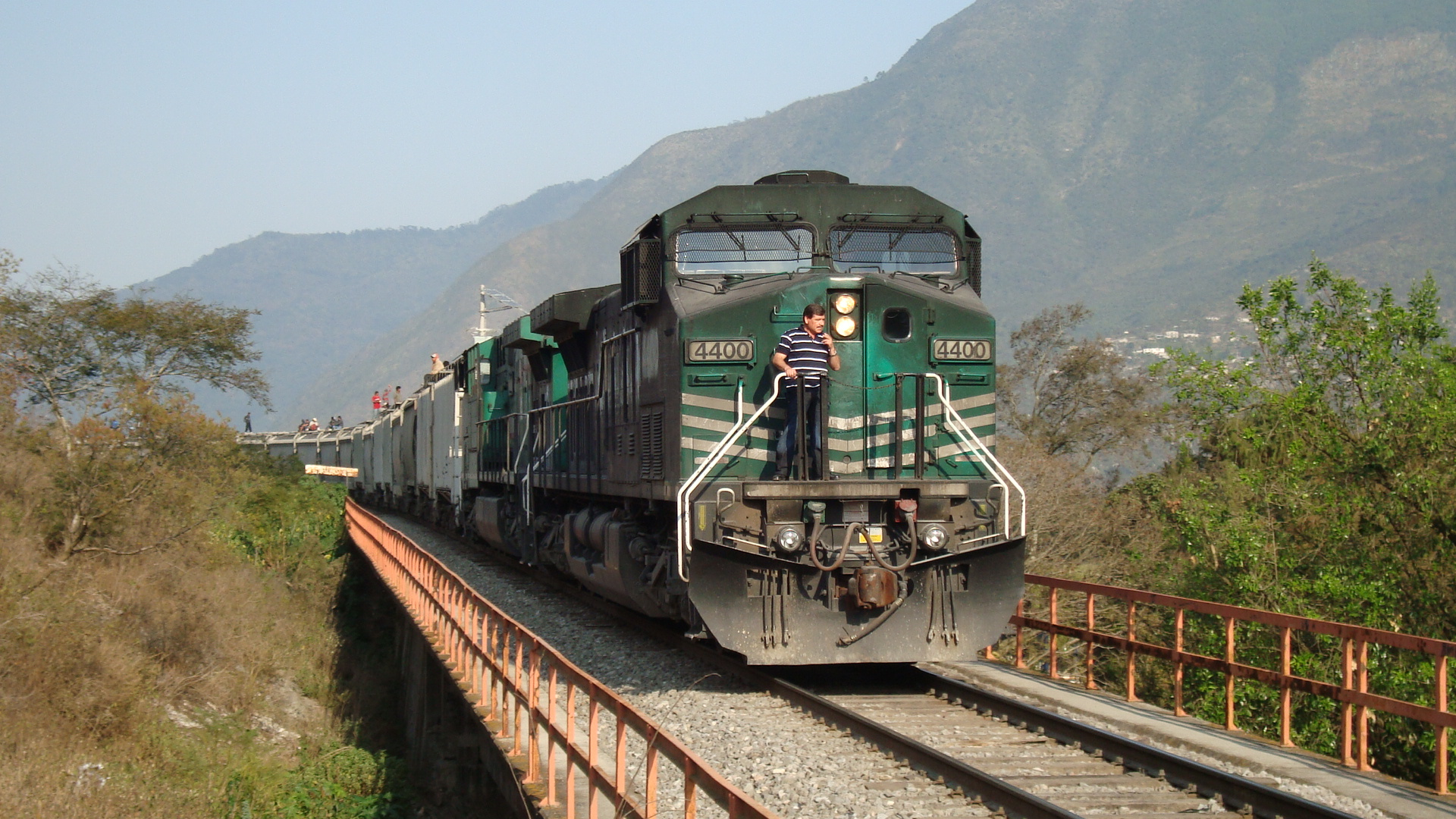
Tren de Ferrosur en Veracruz, México.

La Bestia, primeramente fue llamado "El tren de las moscas", después como El tren de la muerte, es el nombre de los trenes de carga que transportan combustibles, materiales y otros insumos del sureste de México rumbo al norte del país principalmente a la frontera México-Estados Unidos por la red de vías férreas de México.

## Uso por migrantes
El tren es también usado como medio irregular de transporte por migrantes, principalmente de El Salvador, Honduras, Guatemala, Venezuela, Cuba, Haití, que buscan llegar a Estados Unidos huyendo del hambre y crisis políticas, sociales y económica que atraviesan sus países. Este modo de viajar es peligroso y no está autorizado por el Estado mexicano, sin embargo el uso ha sido por varios lustros, sin que nada cambie. 
Uno de los puntos de acceso a la ruta de La Bestia desde la frontera sur de México con Guatemala era Tenosique Tabasco y Ciudad Hidalgo Chiapas, pero en el 2005 el huracán Stan destruyó las vías, y desde entonces el trayecto de 275 kilómetros hasta la ciudad de Arriaga, Chiapas, deben realizarlo a pie. Los migrantes terminan su recorrido en muchas de las ciudades fronterizas de Tamaulipas, Sonora, Chihuahua, Coahuila o Baja California.
Otro punto de acceso para abordar el tren es desde Tapachula, aquí los migrantes comienzan a subir al tren en Arriaga, Chiapas, cerca del estado de Oaxaca. Otros inician su viaje por tren en Ciudad Ixtepec, Oaxaca. De ahí el trayecto continúa generalmente hacia Estación Lechería, en Estado de México.  De ahí, los migrantes deben subir a cualquiera de los trenes que enfilan hacia distintos puntos en la frontera como Tijuana, Ciudad Juárez y Matamoros, con la esperanza de poder cruzar a los Estados Unidos, ya sea continuando por tren o cualquier otro medio a su disposición.
Un estudio realizado por la Organización Internacional para las Migraciones (OIM) e instituciones gubernamentales del estado de Oaxaca, debido a las obras de construcción del Corredor Interoceánico del Istmo de Tehuantepec, los trenes circulan más esporádicamente, obligando a los migrantes a tomar rutas de transporte alternativas.
Se estima que anualmente entre 400,000 y 500,000 migrantes continúan montando en estos trenes, esforzándose por acercarse a Estados Unidos. El Instituto Nacional de Migración (INM) informó que de los 64,061 extranjeros que fueron detenidos en el año 2009, 60,383 eran de El Salvador, Guatemala, Honduras y Nicaragua. Además, según el cónsul de El Salvador, Vilma Mendoza, «aproximadamente el 30 por ciento de los que viajan en los trenes son inmigrantes cíclicos; es decir, son hombres y mujeres que intentan regresar a Estados Unidos después de una deportación, o tras un intento fallido». Otros factores que han contribuido al éxodo masivo de centroamericanos, según Juan E. Pardinas, director general del Instituto Mexicano para la competitividad, son «la precaria situación económica de sus países de origen, las consecuencias de los conflictos civiles, políticos y militares, así como la devastación causada por los desastres naturales, como huracanes».
La bestia es una de las opciones más accesible a la vista de los migrantes, principalmente porque es "gratuito" y porque les permite evitar 48 centros de detención mexicanos y numerosos puestos de control de inmigración; sin embargo los riesgos son muy altos.
En menor medida esta opción de viaje también es utilizada por mexicanos para transportarse gratuita y más rápidamente hacia la frontera con Estados Unidos.

## Riesgos
Al resultar difícil el acceso al transporte regular desde la frontera sur de México, los migrantes deciden arriesgar su vida tomando rutas y medios de transporte realmente peligrosos que quedan a merced del crimen organizado para trata y tráfico de personas, narcotráfico,  y a otro tipo de peligros. 
Muchos de los peligros se presentan como resultado del proceso de subir a bordo y bajar de los trenes en movimiento, dado que los inmigrantes abordan diferentes trenes durante su viaje -entre 10 y 15- en las 1,450 millas por recorrer, por lo que las posibilidades de sufrir una lesión importante son altas antes de llegar a la estación Lechería, estado de México. No es extraño visitar casas de reposo y clínicas voluntarias donde los inmigrantes con extremidades perdidas están recuperándose de los accidentes ferroviarios. A menudo los inmigrantes duermen mientras viajan en los techos de los trenes y, son sacudidos hacia las vías donde muchos han muerto ya sea por mutilación, hemorragia o conmoción ya que muchos de los accidentes suelen tener lugar de noche y en las zonas rurales, la mayoría de las veces las víctimas no son encontradas de inmediato. 
Si sobreviven a la caída, deben esperar a que llegue ayuda de los pueblos cercanos  ya que los trenes siguen su marcha. Es frecuente que después de perder las extremidades en los accidentes del tren de carga, los sobrevivientes sienten vergüenza de regresar a sus países de origen porque ya no podrán ayudar a sus familias y están en circunstancias más graves de las que estaban inicialmente. Además de aguantar el movimiento de los trenes, el cansancio físico y las condiciones climáticas extremas que vienen con este viaje, los inmigrantes también deben soportar el estrés emocional. Es decir, estar separado de la familia, viajar solo y tener un sistema de apoyo limitado, lo cual también es perjudicial para la salud y el bienestar mental de los inmigrantes.
Otros peligros soportados por inmigrantes centroamericanos son provocados por la discriminación y actitudes xenófobas, ya que el gran número de inmigrantes que pasan regularmente a través del país muchas veces son vistos como una molestia que atrae la criminalidad. por lo que cabe recalcar que los inmigrantes son vulnerables debido a su estatus de indocumentados y falta de familiaridad con los derechos personales, lo que los convierte en blancos fácil para el acoso y abuso a manos de funcionarios corruptos y bandas criminales violentas. Algunos de los peligros que enfrentan a lo largo de la ruta del norte incluyen: robo y asalto, extorsión, intimidación y amenazas, corrupción, destrucción de documentos, la detención sin asesoría legal y actos de agresión sexual. De acuerdo a un artículo de 2012 para la revista católica, Commonweal, por Joseph Sorrentino, "las estadísticas son terribles". El 80% de los inmigrantes serán asaltados o robados. 60% de las mujeres inmigrantes serán violadas.
Un lucrativo negocio para la delincuencia organizada (especialmente los Zetas) es un secuestro a inmigrantes; pueden conseguir tanto como $2.500 por cada víctima. Entre abril y septiembre de 2010, La Comisión Nacional de Derechos Humanos de México citó 214 secuestros masivos que involucran a 11,333 personas. Y esos son sólo los secuestros reportados, un informe separado por la Comisión Nacional de los Derechos Humanos (CNDH) informó que, "México está experimentando una epidemia oculta de secuestros, la mayoría de los abusos más graves ocurridos en los Estados cruzados por los trenes de carga en las principales rutas utilizadas por los inmigrantes, como Chiapas, Oaxaca, Tabasco, Veracruz y Tamaulipas".
Aunque muchos inmigrantes centroamericanos sean víctimas de tales delitos, por desconfianza y miedo de ser deportados, se les dificulta denunciar estas injusticias de los funcionarios corruptos.  Los inmigrantes han sido informados de como entregarse voluntariamente con el Instituto Nacional de Migración (INM) para ser devueltos a sus países de origen.

## Reacciones de los ciudadanos y del Gobierno Mexicano
Mientras los inmigrantes centroamericanos sufren discriminación en México, muchos reciben ayuda de las familias mexicanas y miembros de la comunidad que proporcionan a los inmigrantes con alimentos, refugio, ropa y medicina como las Patronas, en su paso por el Estado de Veracruz. Aunque la gran mayoría de estas familias son pobres, ellos por sí mismos son voluntarios para ayudar a los inmigrantes y asegurarse de que tengan un lugar seguro para permanecer mientras esperan la llegada del próximo tren, que puede tomar hasta varios días. 
Un servicio de asistencia del gobierno mexicano desde hace lustros son los llamados Grupos Beta, que fue creado para ayudar a los migrantes, mismos que se encuentran a lo largo de las rutas y van a paradas de descanso, donde proporcionan información y ayuda médica a los inmigrantes. Esencialmente, son una "unidad móvil humanitaria que no hace cumplir la ley". Es decir, su propósito no es convencer a los inmigrantes a no andar en los trenes hacia la frontera, más bien su meta es simplemente informar a los inmigrantes con los hechos acerca de cómo protegerse de las amenazas y obstáculos que deben esperar a lo largo de su viaje. Aparte de Grupos Beta, el gobierno mexicano ha sido criticado por su enfoque relajado  incumplimiento de sus responsabilidades oficiales de las innumerables instancias, por violaciones de los derechos y abusos con respecto a los inmigrantes centroamericanos.

## En los medios de comunicación
"El Tren de la Muerte" ha sido representado en la literatura, en artículos de prensa y en muchas películas, incluyendo documentales. Un ejemplo es Which Way Home, que específicamente sigue las historias de los niños que van desde los 9 a los 15 años de edad y provienen de lugares como Guatemala, Honduras, El Salvador y México los cuales abandonan sus hogares para ir a los Estados Unidos. Estos viajan sin un acompañante adulto y su modo de transporte, por supuesto, no es otro que "El Tren de la Muerte". Estas historias muestran la cruda realidad de la migración y los grandes peligros que la gente soporta mientras intentan llegar a Estados Unidos. El documental también muestra lo que ocurre a los niños cuando no llegan a su destino y se ven obligados a regresar a sus países de origen. Cuando se les preguntó por qué viajaban sin un adulto protector, muchos declararon que las situaciones en sus casas eran extremadamente graves en términos de finanzas y relaciones familiares, y que por eso fueron conducidos a tomar una decisión tan arriesgada. 
Hay varias películas que se centran en este tema que son historias similares, como: "Sin Nombre", "Sin Nadie y el Tren de la Muerte". La mayoría de estas películas han sido aclamada para sacar a la luz las muchas circunstancias que padecen los inmigrantes durante su viaje rumbo a Estados Unidos. La telenovela mexicana Qué bonito amor describe y en parte muestra las peripecias de los inmigrantes que usan el Tren de la Muerte para ingresar a los Estados Unidos.
La novela de Sonia Nazario, "El viaje de Enrique", describe el proceso y los obstáculos de la migración en tren. Este libro se centra principalmente en el viaje de una persona, habla de los otros miles de inmigrantes que han luchado para reunirse con sus seres queridos. Nazario describe la emoción y la dificultad experimentada por familias enteras que están separadas por la necesidad de llegar a ser más estable económicamente. Los peligros de cruzar América Central y México por tren se describen en un detalle explícito como inmigrantes de todas las edades enfrentan bandas callejeras, funcionarios corruptos, hambre, agotamiento, discriminación, mal tiempo y los trenes mortales.
En el género poético, el poema 'La Bestia' (The American way of death) del poeta español Daniel Rodríguez Moya es el ejemplo más conocido y celebrado por poetas como el premio Cervantes mexicano José Emilio Pacheco. Otras formas de comunicación también han discutido el tema de la migración y el medio por el cual los inmigrantes viajan a Estados Unidos.